# Georg-Wilhelm Postel
Pour les articles homonymes, voir Postel.
Georg-Wilhelm Postel (25 avril 1896 à Zittau - 20 septembre 1953 à Shakhty en Russie) est un Generalleutnant allemand qui a servi au sein de la Heer dans la Wehrmacht pendant la Seconde Guerre mondiale.
Il a été récipiendaire de la croix de chevalier de la croix de fer avec feuilles de chêne et glaives. La croix de chevalier de la croix de fer et ses grades supérieurs : les feuilles de chêne et glaives sont attribuées pour récompenser un acte d'une extrême bravoure sur le champ de bataille ou un commandement militaire avec succès.

## Biographie
Postel s'engage le 20 août 1914 comme porte-drapeau dans le 14e régiment d'infanterie, mais est rapidement transféré au 134e régiment d'infanterie, avec lequel il participe à la Première Guerre mondiale en tant que lieutenant (29 septembre 1915). 
Georg-Wilhelm Postel est fait prisonnier de guerre le 30 août 1944 après la capitulation de la Roumanie et est condamné à 25 ans de travaux forcés le 4 juin 1949.
Postel meurt en détention le 20 septembre 1953 de tuberculose. Il est enterré dans le cimetière des prisonniers de guerre de Shakhty, allée 3, tombe 14.

## Promotions
| 1914               | Fahnenjunker        |
| 29 mai 1915        | Leutnant            |
| 1919               | Leutnant Reichswehr |
| Juillet 1925       | Oberleutnant        |
| 1er novembre 1930  | Hauptmann           |
| 1er décembre 1935  | Major               |
| 1er janvier 1939   | Oberstleutnant      |
| 1er décembre 1941  | Oberst              |
| 1er janvier 1943   | Generalmajor        |
| 1er septembre 1943 | Generalleutnant     |

## Décorations
- Croix de fer (1914)
  - 2e classe
  - 1re classe
- Croix de chevalier de l'ordre militaire de Saint-Henri
- Fürstlich Reußisches Ehrenkreuz 3e classe avec glaives
- Croix de chevalier de l'ordre d'Albert 2e Classe avec glaives
- Croix d'honneur pour combattant 1914-1918
- Médaille de service de la Wehrmacht 4e à 1re Classe
- Agrafe de la croix de fer (1939)
  - 2e classe (10 juillet 1941)
  - 1re classe (17 août 1941)
- Insigne des blessés (1939)
  - en Argent
- Insigne de combat d'infanterie en Argent
- Médaille du Front de l'Est
- Croix allemande en or (28 février 1942)
- Croix de chevalier de la croix de fer avec feuilles de chêne et glaives
  - Croix de chevalier le 9 août 1942 en tant que Oberst et commandant du Infanterie-Regiment 364[1]
  - 215e feuilles de chêne le 28 mars 1943 en tant que Generalmajor et commandant de la 320. Infanterie-Division[1]
  - 57e glaives le 26 mars 1944 en tant que Generalleutnant et commandant de la 320. Infanterie-Division[1]
- Mentionné 3 fois dans le bulletin quotidien radiophonique de l'Armée : Wehrmachtbericht (14 février 1943, 19 janvier et 31 août 1944)